# Binder EB28
Die EB28 ist ein doppelsitziges Hochleistungs-Segelflugzeug der Offenen Klasse mit 28 Metern Spannweite. Hersteller ist die Binder Motorenbau GmbH in Ostheim vor der Rhön. Ein Klapptriebwerk ermöglicht den Eigenstart.
Die EB28 ist eine Weiterentwicklung der ASH25 EB28. Während in der ASH25 EB28 noch einige Bauteile der Schleicher ASH 25 verwendet wurden, ist die EB28 eine komplette Eigenkonstruktion, die der ASH 25 allerdings sehr ähnelt.
Im Jahr 2009 wurde die überarbeitete Version EB28 Edition mit verbesserten Außenflügeln und Winglets herausgebracht. Auf dem Flügel dieser Version basiert auch das Schwestermodell EB29 sowie einige dessen Variationen.
Mit einer Gleitzahl von über 60 gehört die EB28 zu den leistungsstärksten doppelsitzigen Segelflugzeugen.

## Technische Daten
| Kenngröße                       | EB28                        | EB28 Edition                |
| ------------------------------- | --------------------------- | --------------------------- |
| Besatzung                       | 1+1                         | 1+1                         |
| Spannweite                      | 28 m                        | 25,3 m / 28,3 m             |
| Flügelfläche                    | 16,8 m²                     | 15,4 m² / 16,5 m²           |
| Flügelstreckung                 | 46,7                        | 42,3 / 48,4                 |
| Rumpflänge                      | 9,1 m                       | 9,1 m                       |
| Leermasse mit Mindestausrüstung | ca. 570 kg                  | ca. 560 kg                  |
| max. Startmasse                 | 850 kg                      | 850 kg                      |
| Flächenbelastung                | ca. 40–50,5 kg/m²           | ca. 40–51,4 kg/m²           |
| Höchstgeschwindigkeit           | 280 km/h                    | 275 km/h                    |
| Mindestgeschwindigkeit          | 78 km/h                     | 78 km/h                     |
| Geringstes Sinken               | ca. 0,4 m/s                 | ca. 0,4 m/s                 |
| Bestes Gleiten                  | ca. 60–65                   | ca. 65                      |
| Triebwerk                       | Solo 2625 02, 64 PS (47 kW) | Solo 2625 02, 64 PS (47 kW) |
| Steiggeschwindigkeit mit Motor  | 2,5 m/s                     | 2,5 m/s                     |